# Герман Гельрігель
Герман Гельрігель (нім. Hermann Hellriegel, 21 жовтня 1831, Маусіц, тепер в межах Цвенкау, Саксонія — 24 вересня 1895, Бернбург, Німеччина) — німецький агрохімік. Відкрив (1866) явище засвоєння азоту повітря бобовими рослинами.

## Біографія
У 1857 році був призначений директором сільськогосподарської експериментальної станції у місті Даме, з якої звільнився у 1873 році. Між 1873 і 1882 роками був вчителем у Бернбурзі. У 1882 році зайняв посаду директора сільськогосподарської експериментальної станції у Бернберзі.

## Наукова діяльність
З 1862 року на очолюваній ним дослідній станції у Дамі (пізніше у Бернбурзі) займався визначенням кількості окремих елементів живлення (N, Р, К), необхідних для нормального росту і розвитку культурних рослин. У 1866 році він відкрив явище засвоєння азоту повітря бобовими рослинами. Як виявилось, це явище пов'язане з діяльністю бульбочкових бактерій. Гельрігель розробив та запропонував поживну суміш для проведення вегетаційних дослідів з рослинами, вирощуваними в посудинах з піском (піщана культура).